# Arturo Hotz

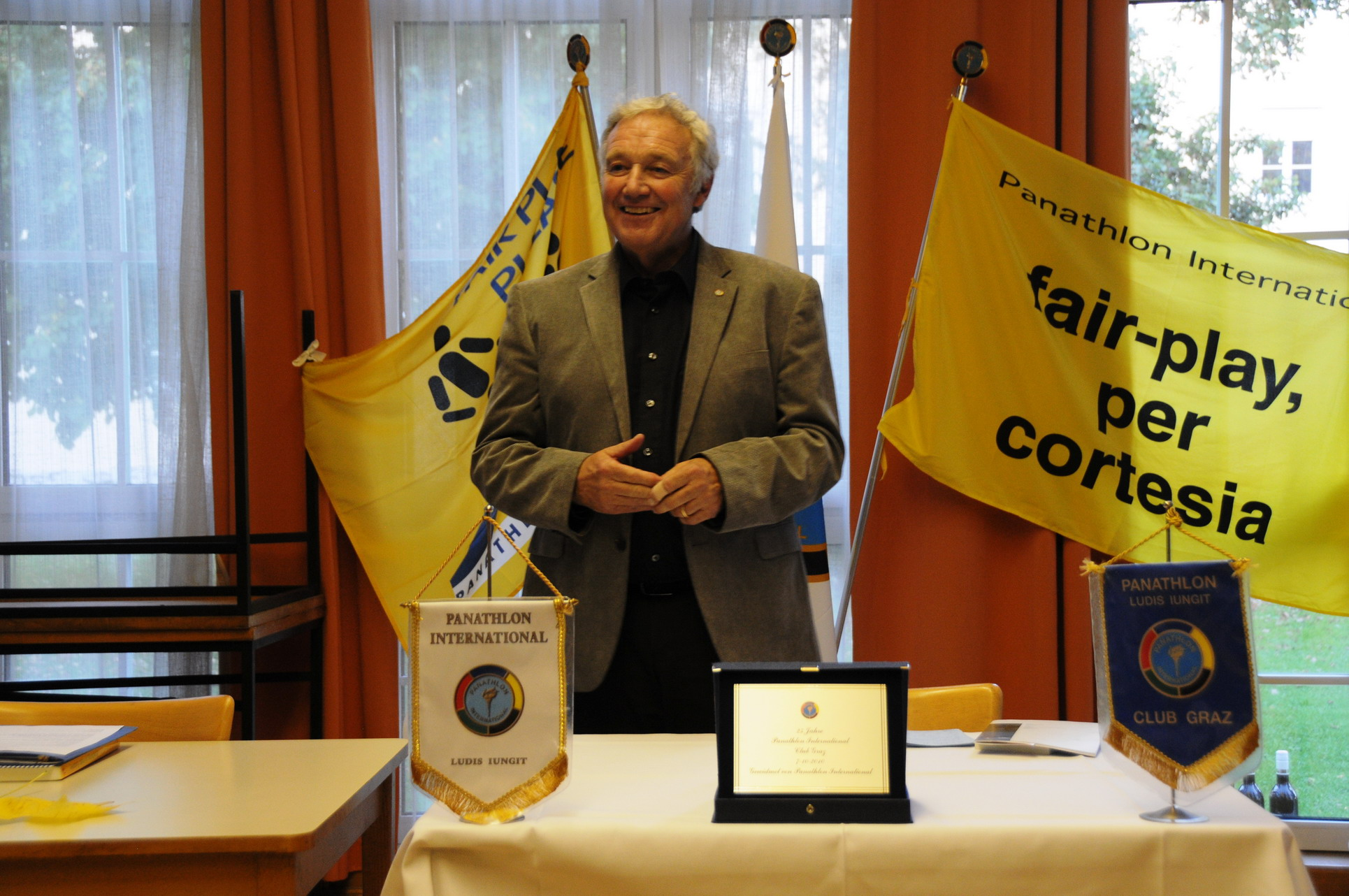
Arturo Hotz (2010)

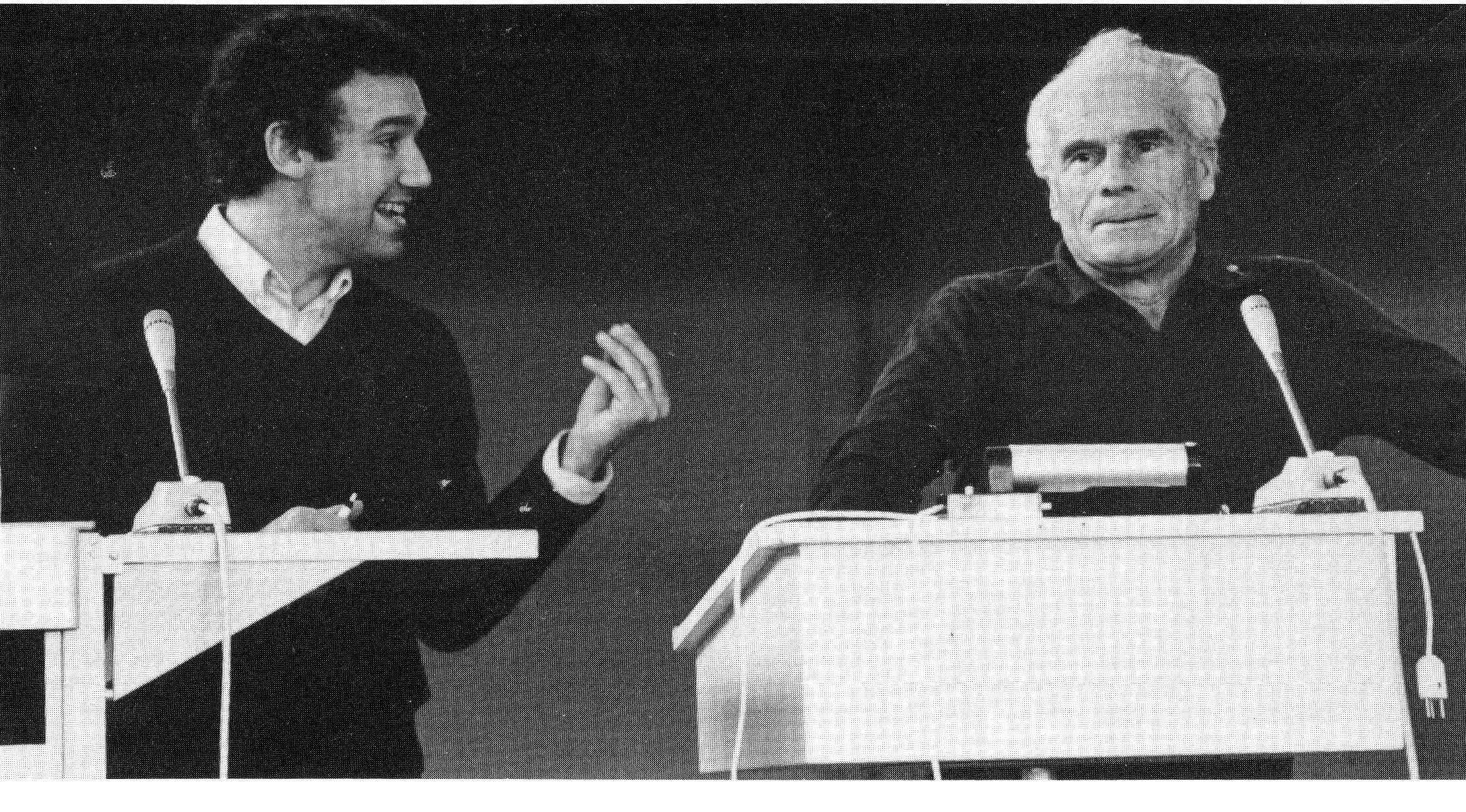
Arturo Hotz mit Kunstturn Olympiasieger Jack Günthard (1982)

Arturo Hotz (* 22. März 1944 in Weiningen ZH; † 14. Juli 2014 in Thun) war ein Sportwissenschaftler, Sporthistoriker und Sportphilosoph.

## Ausbildung
Im Rahmen seiner Qualifikationsjahre liess er sich zum Diplom-Turn- und Sportlehrer sowie zum Diplom-Trainer ausbilden. Er studierte an der ETH Zürich, schrieb an der Uni Bern seine Doktorarbeit (Geschichte, Philosophie und Medienwissenschaften), schloss ein Zweit-Doktorat in Pädagogischer Psychologie und Sozialpädagogik an der Uni Zürich ab und habilitierte schliesslich 1987 an der Sozialwissenschaftlichen Fakultät der Georg-August-Universität Göttingen in Sportwissenschaften zum Dr. disc. pol. habil. Dort wurde er auch 1992 zum ausserplanmässigen Professor ernannt.
In jungen Jahren war er Oberturner des Seminarturnvereins und vielseitiger Wettkämpfer. Hotz war von 1980 bis 1996 redaktioneller Mitarbeiter bei der Neuen Zürcher Zeitung (NZZ) (Sport). Er war Nationaltrainer Bob und bis Februar 1975 kurzfristig im Ski Alpin. Er war als Abteilungsleiter (Geistes- und Sozialwissenschaften) beim Schweizerischen Nationalfonds zur Förderung der wissenschaftlichen Forschung tätig und nebenamtlicher Redaktor der Fachzeitschrift „Sporterziehung in der Schule“. Ab 1980 schlug er die akademische Laufbahn ein.

## Wirken
Hotz nahm Lehraufträge in Europa wahr, so als Gastprofessor an der Uni Innsbruck seit 1991. An den Trainer-(Ausbildungs-)Akademien in Innsbruck, Köln, Magglingen und Rom war er als Ausbildner ebenso tätig wie in verschiedenen Sportverbänden sowie in Schneesport-, Schwimmsport- und Golf-Lehrer-Ausbildungslehrgängen in der Schweiz. Er führte Lehrveranstaltungen in den Sprachen Deutsch, Englisch, Französisch und Italienisch durch. Als Lehrbeauftragter arbeitete er in der Schweiz an den Universitäten Basel (1980–1982), Bern (seit 1975), Lausanne (1986–1998) und St. Gallen (1998–2000) sowie an der ETH Zürich (1980–2005); als (Gast-)Professor doziert(e) er seit 1980 an folgenden Universitäten: Augsburg, Innsbruck, Klagenfurt, Landau, Oldenburg, Osnabrück, Vechta und Wrocław (Breslau), und zwar vor allem in den Bereichen Bewegungs- und Trainingswissenschaften, (Sport-)Didaktik/Methodik und (Pädagogischer) Psychologie. An der Universität Göttingen betreute er eine Vielzahl an Promotionen. Er unterrichtete zudem an der Höheren Fachschule für Tourismus Graubünden Psychologie/Ethik. Der WorldCat führt 252 und die Schweizer Nationalbibliothek 254 Werke von ihm auf. Nach einer Krebserkrankung verstarb Hotz 2014.
Hotz galt als einer der „bedeutendsten Bewegungswissenschaftler“ der Schweiz, als Ethiker seien Hotz’ Aussagen und Aufsätze laut Roland Zolliker (Zentralpräsident des Schweizerischen Karateverbandes) „von bleibender Bedeutung“.

## Mitgliedschaften
- Verbandsvorstände (Schweizerischer Verband für Sport in der Schule, SVSS: 1980–1987; Schweizerischer Interverband für Schneesportlehrerausbildung, SIVS: 1996–2002)
- 25 Jahre Mitglied des Trainerrates „Swiss Olympic“[9] (1978–2003)
- seit 1999 Mitglied der Ethik-Kommission des Kantons Bern

## Ehrungen
- 1998: Ethik-Pokal des Internationalen Olympischen Komitees (IOC)[7]
- 2002: FairPlay-Preis
- 2007: Ehren-Skilehrer und Ehrenmitglied des Dachverbands der Schweizer Ski- und Snowboardschulen und -lehrer[10]
- 2009: Festschrift zu seinen Ehren[11]

## Publikationen
Hotz verfasste in seiner bisherigen Laufbahn über 30 Monografien, mehr als 1000 Aufsätze, Essays und Fachartikel in Lehrplänen, Lexika, Sammelbänden und Fachzeitschriften sowie zahlreiche Lehrvideos.

### Auszug aus den Buchpublikationen
- Die Philosophische Fakultät der Universität Bern, 1834–1860. Ein Beitrag zum Verständnis eines Entwicklungsprozesses. 2 Bände, Zollikon 1973, OCLC 600547326 (Dissertation Universität Bern 1973).
- A. Hotz: Gedanken zum Denken im sportlichen Lernen und Leisten. ABC einer pädagogisch-psychologisch ausgerichteten Trainingslehre. Zürich und Magglingen 1980/1986.
- A. Hotz: Bewegungslernen im (Leistungs-)Sport. Magglingen 1982/1986.
- A. Hotz, J. Weineck: Optimales Bewegungslernen. Anatomisch-physiologische und bewegungspsychologische Grundlagenaspekte des Techniktrainings. Erlangen 1983/1988.
- A. Hotz: Qualitatives Bewegungslernen. Sportpädagogische Perspektiven einer kognitiv akzentuierten Bewegungslehre. Zumikon 1986/1988.

Ital. Übersetzung: L'apprendimento qualitativo dei movimenti. Prospettive pedagogiche di una teoria del movimento con accentuazione cognitiva, riassunta in concettichiave. (Trad.: Nicola Bignasca e Mario Giulinelli), Roma 1996.
- A. Hotz: Qualitatives Bewegungslernen. Bewegungsspielräume erfahren, erleben, gestalten. 33 Kernbegriffe im Spannungsfeld zwischen Orientierungssicherheit und Gestaltungsfreiheit. 3. völlig überarbeitete Neu-Auflage: Bern 1997.
- A. Hotz (SIVS: Hg.; Projekt-Mitarbeiter: R. Campell; P. Disler; U. Rüdisühli): Schneesport Schweiz – Die Kernkonzepte. Magglingen/Uttigen 1998 (Offizielles schweizerisches. Kernlernlehrmittel für den Schneesport. (63 S.)
- A. Hotz (Red./ SIVS; Hg.): Schneesport Schweiz. Belp/Bern 2000 (Offizielles schweizerisches) Lehrmittel für Schneesport. 369 S.). Darin: Hotz, A. (Red.): Speziallehrmittel SKI sowie Speziallehrmittel Snowboard.
- J. Hegner,  Hotz, A., Kunz, H.: Erfolgreich trainieren! Zürich 2000; 2005.
- P. Hirtz, A. Hotz, G. Ludwig: Bewegungskompetenzen. Gleichgewicht. Schorndorf 2000; 2005. (Übersetzungen: Ins Italienische und Ungarische.)
- A. Hotz, J. Uhlig: Erfolgreich Fussballspielen lernen. Individuelles Lernen durch differenziertes Lehren. Hamburg 2000; 2001.
- P. Hirtz, A. Hotz, G. Ludwig: Bewegungsgefühl. Schorndorf 2003.
- A. Hotz: Geschichte der Diplom-Sportlehrer-Ausbildung in der Schweiz (1922/24 bis 2005). Magglingen 2007 (CD Magglingen).
- P. Hirtz, A. Hotz, G. Ludwig: Orientierung. Schorndorf 2010 (176 S.).
- P. Hirtz, A. Hotz u. a.: Reaktion. Schorndorf 2012 (173 S.).